# Tropojë (district)
Tropojë (Albanees: Rrethi i Tropojës; bepaalde vorm: Tropoja) was een van de 36 districten van Albanië. Het heeft 28.000 inwoners (in 2004) en een oppervlakte van 1043 km². Het district ligt in het noorden van het land in de prefectuur Kukës. Het district is genoemd naar het dorp Tropojë, dat aanvankelijk de hoofdstad was. Onder het communisme werd in 1952 Bajram Curri echter speciaal gebouwd om als hoofdstad van het district Tropojë te fungeren.

## Gemeenten
Tropojë telt acht gemeenten.
- Bajram Curri (stad)
- Bujan
- Bytyç
- Fierzë
- Lekbibaj
- Llugaj
- Margegaj
- Tropojë

## Bevolking
In de periode 1995-2001 had het district een vruchtbaarheidscijfer van 2,99 kinderen per vrouw, hetgeen hoger was dan het nationale gemiddelde van 2,47 kinderen per vrouw.

## Vervoer
Het district Tropojë is geografisch moeilijk gelegen en was tot circa 2010 nogal afgesneden van de rest van het land; de verbinding met de naburige Kosovaarse steden Gjakovë en Pejë is veel eenvoudiger, en veel inwoners hebben ook familie in Kosovo en Montenegro. Tot de verbetering van de weg via Gjakovë en Pejë in 2010, waardoor minibussen vanuit Bajram Curri nu via Kosovo naar Tirana rijden, was de courantste manier om Tropojë te bereiken de spectaculaire ferryovertocht over het artificiële Komanmeer langs de Drin. De ferryverbindingen, die qua panorama's vaak worden vergeleken met een cruise langs de Noorse fjorden, bestaan nog steeds, maar worden tegenwoordig vooral gebruikt door toeristen en lieden met de prefecturen Lezhë en Shkodër als bestemming.
Berat · Bulqizë · Delvinë · Devoll · Dibër · Durrës · Ëlbasan · Fier · Gjirokastër · Gramsh · Has · Kavajë · Kolonjë · Korçë · Krujë · Kuçovë · Kukës · Kurbin · Lezhë · Librazhd · Lushnjë · Malësi e Madhe · Mallakastër · Mat · Mirditë · Peqin · Përmet · Pogradec · Pukë · Sarandë · Skrapar · Shkodër · Tepelenë · Tirana · Tropojë · Vlorë